# Reslovakizace
Reslovakizace (slovensky Reslovakizácia) byla akce československých státních orgánů po skončení druhé světové války, zaměřená na změnu etnické struktury jižního Slovenska. 
Jejím původním cílem mělo být navrácení Slováků, kteří byli v předchozích obdobích pomaďarštěni, zpět ke slovenské národnosti. Akce měla zároveň ochránit etnicky sporné obyvatelstvo před opatřeními, které poválečné Československo aplikovalo vůči neslovanských menšinám. Reslovakizace se minula původním záměrem a příslušníci maďarské menšiny se k ní hromadně hlásili, jen aby se vyhnuli represím. Podle oficiálních výsledků Reslovakizační komise za dobu své činnosti od 17. června 1946 do 1. května 1949 přijala 137 916 přihlášek, které se týkaly 449 914 osob. Z toho 83 739 osob deklarovalo slovenskou, resp. československou národnost již při sčítání v roce 1930 a nebylo považováno za reslovakizanty. 366 175 osob bylo vyřízených kladně, 81 361 osob komise z různých příčin odmítla. Po normalizaci situace se většina reslovakizantů vrátila ke své maďarské národnosti. Reslovakizace neměla výraznější vliv na národnostní složení Slovenska.